# Joakim Nyström
Joakim Nyström (Skellefteå, 20 febbraio 1963) è un allenatore di tennis ed ex tennista svedese.

## Carriera
Tennista di grande talento, ha fatto parte della grande generazione di tennisti svedesi apparsi sul circuito professionistico dopo Björn Borg, che comprendeva Henrik Sundström, Anders Järryd, Mikael Pernfors, Kent Carlsson, Stefan Edberg e Mats Wilander.

### Esordi
Esordisce tra i professionisti nel 1981, a 20 anni e raggiunge la prima finale ATP il 16 maggio 1983 nel torneo di Monaco di Baviera contro il ceco Tomáš Šmíd. Il 12 dicembre 1983 vince il suo primo torneo, a Sydney, sconfiggendo lo statunitense Mike Bauer.

### 1984
Il 1984 è un anno prospero di soddisfazioni e vittorie nel circuito: il 9 luglio trionfa agevolmente a Gstaad contro Brian Teacher; il 30 luglio a North Conway e l'8 agosto a Basilea sconfigge l'americano Tim Wilkison, mentre il 15 ottobre si aggiudica anche il torneo indoor di Colonia contro Miloslav Mečíř.

### 1985
Il 6 maggio 1985, due anni dopo la finale persa contro Tomáš Šmíd, riesce a vincere il torneo di Monaco di Baviera e l'8 luglio mantiene il titolo in Svizzera, a Gstaad. Le soddisfazioni più grandi giungono però nel doppio, dove, in coppia con Mats Wilander vince la Coppa Davis contro la Germania di Andreas Maurer e Boris Becker.

### 1986
Annata straordinaria, trionfa in Canada a Toronto il 3 febbraio e ottiene un grande successo a La Quinta contro Yannick Noah. Trionfa anche a Rotterdam e a Madrid, ma l'impresa più significativa la compie a Montecarlo dove riesce a sconfiggere l'idolo di casa Yannick Noah per la seconda volta consecutiva nella stagione. Il 31 marzo 1986 raggiunge il suo best ranking, piazzandosi al settimo posto della classifica ATP.

### 1987
Il 7 luglio 1987 vince il derby in Svezia a Båstad contro Stefan Edberg, e sempre insieme a Mats Wilander si aggiudica per la seconda volta in carriera la Coppa Davis contro la coppia indiana Anand Amritraj / Vijay Amritraj.

## Statistiche

### Singolare

#### Vittorie (13)
| Legenda                   |
| Grande Slam (0)           |
| ATP World Tour Finals (0) |
| ATP Masters 1000 (1)      |
| ATP World Tour 500 (0)    |
| ATP World Tour 250 (12)   |

| Nr. | Anno | Torneo                                 | Superficie    | Avversario in finale | Punteggio          |
| 1.  | 1983 | Medibank International, Sydney         | Erba          | Mike Bauer           | 2–6, 6–3, 6–1      |
| 2.  | 1984 | Allianz Suisse Open Gstaad, Gstaad (1) | Terra rossa   | Brian Teacher        | 6–4, 6–2           |
| 3.  | 1984 | ATP Volvo International, North Conway  | Terra rossa   | Tim Wilkison         | 6–2, 7–5           |
| 4.  | 1984 | Swiss Indoors, Basilea                 | Cemento       | Tim Wilkison         | 6–3, 3–6, 6–4, 6–2 |
| 5.  | 1984 | Cologne Grand Prix, Colonia            | Cemento (i)   | Miloslav Mečíř       | 7–6, 6–2           |
| 6.  | 1985 | BMW Open, Monaco di Baviera            | Terra rossa   | Hans Schwaier        | 6–1, 6–0           |
| 7.  | 1985 | Allianz Suisse Open Gstaad, Gstaad (2) | Terra rossa   | Andreas Maurer       | 6–4, 1–6, 7–5, 6–3 |
| 8.  | 1986 | Toronto Indoor, Toronto                | Sintetico (i) | Milan Šrejber        | 6–1, 6–4           |
| 9.  | 1986 | Pilot Pen Classic, La Quinta           | Cemento       | Yannick Noah         | 6–1, 6–3, 6–2      |
| 10. | 1986 | ATP Rotterdam, Rotterdam               | Sintetico (i) | Anders Järryd        | 6–0, 6–3           |
| 11. | 1986 | Monte Carlo Masters, Monte Carlo       | Terra rossa   | Yannick Noah         | 6–3, 6–2           |
| 12. | 1986 | Madrid Tennis Grand Prix, Madrid       | Terra rossa   | Kent Carlsson        | 6–1, 6–1           |
| 13. | 1987 | Swedish Open, Båstad                   | Terra rossa   | Stefan Edberg        | 4–6, 6–0, 6–3      |

#### Finali perse (5)
| Legenda                   |
| Grande Slam (0)           |
| ATP World Tour Finals (0) |
| ATP Masters 1000 (0)      |
| ATP World Tour 500 (0)    |
| ATP World Tour 250 (5)    |

| Nr. | Anno | Torneo                                        | Superficie  | Avversario in finale | Punteggio               |
| 1.  | 1983 | BMW Open, Monaco di Baviera                   | Terra rossa | Tomáš Šmíd           | 0–6, 3–6, 6–4, 6–2, 5–7 |
| 2.  | 1984 | Open Seat, Barcellona                         | Terra rossa | Mats Wilander        | 6–7, 4–6, 6–0, 2–6      |
| 3.  | 1985 | Campionati Internazionali di Sicilia, Palermo | Terra rossa | Thierry Tulasne      | 2–6, 0–6                |
| 4.  | 1986 | Milan Indoor, Milano                          | Sintetico   | Ivan Lendl           | 2–6, 2–6, 4–6           |
| 5.  | 1987 | Grand Prix de Tennis de Lyon, Lione           | Sintetico   | Yannick Noah         | 4–6, 5–7                |

### Doppio

#### Vittorie (8)
| Nr. | Anno | Torneo                                        | Superficie  | Partner          | Avversari in finale                  | Punteggio     |
| 1.  | 1983 | Swedish Open, Båstad                          | Terra rossa | Mats Wilander    | Anders Järryd Hans Simonsson         | 1–6, 7–6, 7–6 |
| 2.  | 1985 | U.S. Pro Indoor, Filadelfia                   | Sintetico   | Mats Wilander    | Wojciech Fibak Sandy Mayer           | 3–6, 6–2, 6–2 |
| 3.  | 1985 | Campionati Internazionali di Sicilia, Palermo | Terra rossa | Colin Dowdeswell | Sergio Casal Emilio Sánchez          | 6–4, 6–7, 7–6 |
| 4.  | 1986 | Toronto Indoor, Toronto                       | Sintetico   | Wojciech Fibak   | Christo Steyn Danie Visser           | 6–3, 7–6      |
| 5.  | 1986 | Madrid Tennis Grand Prix, Madrid              | Terra rossa | Anders Järryd    | Jesús Colás David de Miguel Lapiedra | 6–2, 6–2      |
| 6.  | 1986 | Wimbledon, Londra                             | Erba        | Mats Wilander    | Gary Donnelly Peter Fleming          | 7–6, 6–3, 6–3 |
| 7.  | 1986 | Open Seat, Barcellona                         | Terra rossa | Jan Gunnarsson   | Carlos Di Laura Claudio Panatta      | 6–3, 6–4      |
| 8.  | 1988 | ATP Bordeaux, Bordeaux                        | Terra rossa | Claudio Panatta  | Christian Miniussi Diego Nargiso     | 6–1, 6–4      |

#### Finali perse (12)
| Nr. | Anno | Torneo                                            | Superficie  | Partner         | Avversari in finale                | Punteggio               |
| 1.  | 1982 | Swedish Open, Båstad                              | Terra rossa | Mats Wilander   | Anders Järryd Hans Simonsson       | 6–0, 3–6, 6–7           |
| 2.  | 1983 | Geneva Open, Ginevra                              | Terra rossa | Mats Wilander   | Stanislav Birner Blaine Willenborg | 1–6, 6–2, 3–6           |
| 3.  | 1984 | Cologne Grand Prix, Colonia                       | Cemento (i) | Jan Gunnarsson  | Wojciech Fibak Sandy Mayer         | 1–6, 3–6                |
| 4.  | 1984 | Australian Open, Melbourne                        | Erba        | Mats Wilander   | Mark Edmondson Sherwood Stewart    | 2–6, 2–6, 5–7           |
| 5.  | 1985 | Cincinnati Masters, Cincinnati                    | Cemento     | Mats Wilander   | Stefan Edberg Anders Järryd        | 6–4, 2–6, 3–6           |
| 6.  | 1985 | Tennis Masters Cup, New York                      | Sintetico   | Mats Wilander   | Stefan Edberg Anders Järryd        | 1–6, 6–7                |
| 7.  | 1986 | Monte Carlo Masters, Monte Carlo                  | Terra rossa | Mats Wilander   | Guy Forget Yannick Noah            | 4–6, 6–3, 4–6           |
| 8.  | 1986 | Allianz Suisse Open Gstaad, Gstaad                | Terra rossa | Stefan Edberg   | Sergio Casal Emilio Sánchez        | 3–6, 6–3, 3–6           |
| 9.  | 1986 | US Open, New York                                 | Cemento     | Mats Wilander   | Andrés Gómez Slobodan Živojinović  | 6–4, 3–6, 3–6, 6–4, 3–6 |
| 10. | 1987 | U.S. Pro Tennis Championships, Boston             | Terra rossa | Mats Wilander   | Hans Gildemeister Andrés Gómez     | 6–7, 6–3, 1–6           |
| 11. | 1987 | U.S. Men's Clay Court Championships, Indianapolis | Terra rossa | Mats Wilander   | Laurie Warder Blaine Willenborg    | 0–6, 3–6                |
| 12. | 1988 | Interwetten Austrian Open Kitzbühel, Kitzbühel    | Terra rossa | Claudio Panatta | Sergio Casal Emilio Sánchez        | 4–6, 6–7                |

## Risultati in progressione
| Torneo                 | 1980          | 1981          | 1982          | 1983          | 1984  | 1985          | 1986          | 1987          | 1988  | 1989  | Carriera SR | Carriera V-S |
| ---------------------- | ------------- | ------------- | ------------- | ------------- | ----- | ------------- | ------------- | ------------- | ----- | ----- | ----------- | ------------ |
| Tornei del Grande Slam |               |               |               |               |       |               |               |               |       |       |             |              |
| Australian Open        | A             | 1T            | A             | 4T            | 3T    | 3T            | ND            | A             | A     | 1T    | 0 / 5       | 7–5          |
| Open di Francia        | A             | 1T            | 4T            | 3T            | 2T    | QF            | 1T            | 4T            | 3T    | A     | 0 / 8       | 15–8         |
| Wimbledon              | A             | 2T            | 1T            | A             | 2T    | 3T            | 3T            | 3T            | 3T    | A     | 0 / 7       | 10–7         |
| US Open                | A             | A             | A             | 4T            | 4T    | QF            | QF            | 2T            | 1T    | A     | 0 / 6       | 16–6         |
| SR                     | 0 / 0         | 0 / 3         | 0 / 2         | 0 / 3         | 0 / 4 | 0 / 4         | 0 / 3         | 0 / 3         | 0 / 3 | 0 / 1 | 0 / 26      | N/A          |
| V-S                    | 0–0           | 1–3           | 3–2           | 8–3           | 8–4   | 12–4          | 6–3           | 6–3           | 4–3   | 0–1   | N/A         | 48–26        |
| Torneo di fine anno    |               |               |               |               |       |               |               |               |       |       |             |              |
| ATP World Tour Finals  | A             | A             | A             | A             | QF    | 1T            | RR            | A             | A     | A     | 0 / 3       | 2–4          |
| Olimpiadi              |               |               |               |               |       |               |               |               |       |       |             |              |
| Olimpiadi              | Non disputati | Non disputati | Non disputati | Non disputati | A     | Non disputati | Non disputati | Non disputati | A     | ND    | 0 / 0       | 0–0          |

ND = Torneo non disputato